# Härnäs
Härnäs este o arie protejată (arie specială de conservare — SAC, sit de importanță comunitară — SCI) din Suedia întinsă pe o suprafață de 37,3 ha, integral pe uscat.

## Localizare
Centrul sitului Härnäs este situat la coordonatele 56°19′43″N 14°42′59″E / 56.3286°N 14.7164°E.

## Înființare
Situl Härnäs a fost declarat sit de importanță comunitară în iulie 2000 pentru a proteja un număr necunoscut de specii din flora spontană și fauna sălbatică aflate în arealul zonei. Situl a fost protejat și ca arie specială de conservare în martie 2011.

## Biodiversitate
Situată în ecoregiunea boreală, aria protejată conține 7 habitate naturale: Păduri caducifoliate de mlaștină fino-scandinave, Taiga vestică, Păduri aluvionare cu Alnus glutinosa și Fraxinus excelsior (Alno-Padion, Alnion incanae, Salicion albae), Păduri de fag Asperulo-Fagetum, Păduri de fag Luzulo-Fagetum, Pășuni din zone de pădure fino-scandinave, Păduri de stejar sau de stejar și carpen sub-atlantice și medio-europene de Carpinion betuli.
La baza desemnării sitului se află un număr nedeclarat de specii protejate.